# Archipelag Elaficki

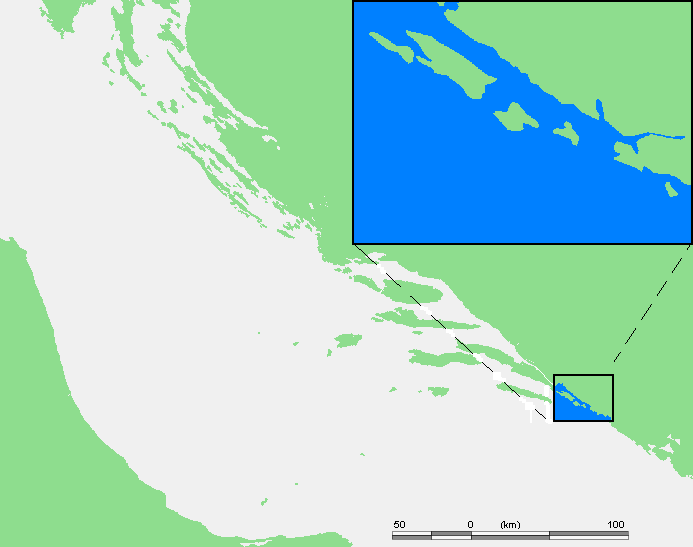
Wyspy Elafickie na mapie Adriatyku

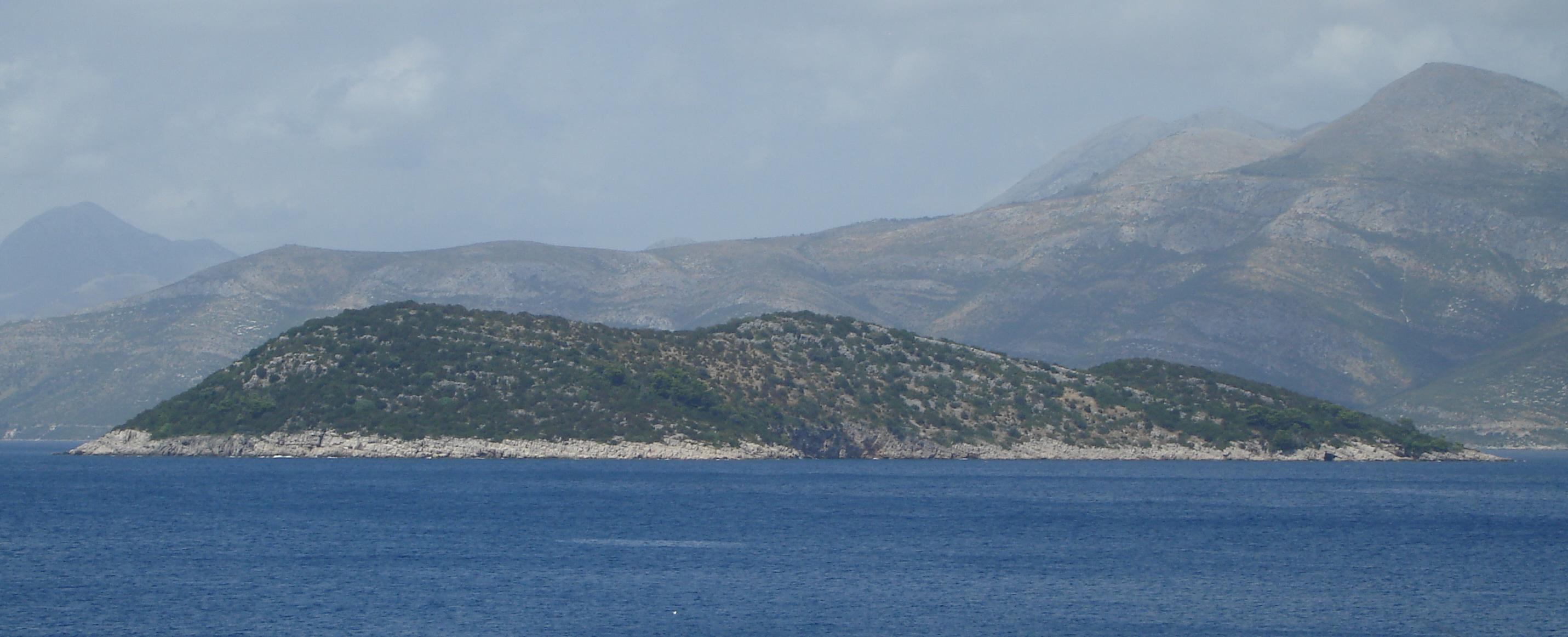
Ruda, jedna z wysp Elafickich

Wyspy Elafickie (chorw. Elafitski otoci, wł. Elafiti) to grupa 13 wysp położonych w chorwackiej części Adriatyku, na północny zachód od miasta Dubrovnik. Nazwa wysp pochodzi od greckiego słowa ελάφι (jeleń), są wspomniane po raz pierwszy w Naturalis historia Pliniusza Starszego.
Łączna powierzchnia archipelagu wynosi 27,84 km² i jest zamieszkany przez 806 osób. Łączna długość linii brzegowej 87,2 km. W skład archipelagu wchodzą:
- 4 większe wyspy
  - Šipan – największa (pow. 16,223 km²)[1] i z największą liczbą mieszkańców (436 w 2006), linia brzegowa 29,42 km
  - Lopud – pow. 4,377 km²; 220 mieszkańców, linia brzegowa 14,63 km
  - Jakljan – pow. 3,066 km²; linia brzegowa 14,65 km; niezamieszkana
  - Koločep – pow. 2,439 km²; 150 mieszkańców, położona najbardziej na południe z zamieszkanych wysp Chorwacji, linia brzegowa 12,87 km
- pozostałe niezamieszkane
  - Ruda – położona między wyspami Lopud i Šipan, pow. 29,59 ha; linia brzegowa 2,37 km
  - Daksa – mała wysepka u wyjścia z międzynarodowego portu Gruž, należącego do Dubrownika, pow. 6,59 ha; linia brzegowa 1,4 km
  - Sveti Andrija – mała wysepka, spośród wysp Elafickich wysunięta najbardziej na południe i najbardziej oddalona od wybrzeża chorwackiego, pow. 3,63 ha; linia brzegowa 1,21 km
  - Olipa – pow. 90,28 ha; linia brzegowa 4 987 m
  - Tajan – pow. 25,1 ha; linia brzegowa 2 230 m
  - Crkvina – pow. 9,98 ha; linia brzegowa 1 502 m
  - Kosmeč – pow. 4,47 ha; linia brzegowa 803 m
  - Mišnjak – pow. 2,98 ha; linia brzegowa 799 m
  - Goleč – pow. 1 ha
- czasem zaliczana do archipelagu
  - Lokrum – pow. 69,38 ha; linia brzegowa 5 058 m